# 전귀승
{{음악가 정보
| 이름     = 전귀승
| 출생지   = 대한민국 통영
| 국적     =  대한민국
| 장르     = 팝 록, 어쿠스틱 팝
| 직업     = 뮤지션, 싱어송라이터
| 악기     = 기타
| 소속팀   = 웨이드
전귀승(7월 7일~)은 대한민국의 뮤지션 [네미시스]의 전 기타리스트였고, 현재 [웨이드]의 멤버이다.
[전[네미시스 (밴드)|네미시스]]에서 기타와 코러스를 맡았으며, 각자가 고유한 색깔을 지켜가면서 팀의 사운드를 풍성하게 만들 수 있도록 팀내에서 중요한 것을 짚어주고 균형을 잡아주는 역할을 담당했다. 날카롭고 정교한 연주력을 가졌으며 노래 실력도 갖추고 있다. 1집 활동시 잠시 예명 민혁으로도 활동했지만 이후 본명으로 활동했으며, 2012년 8월부터 방울악단의 기타리스트 임태호와 함께 2인조  밴드 ‘the WADE’(웨이드)로 활동했다. 작사, 작곡, 기타, 노래를 한꺼번에 해내는 싱어송라이터이다.
현재 2017년부터 전귀승의 솔로프로젝트로 [웨이드]를 꾸려나가고 있으며, 2018년 4월 [봄날], 8월[My Girl]을 발표하며 새로운 행보를 이어가고 있다.

## 음악 색깔
전귀승의 곡들은 어쿠스틱 기타 사운드가 주가 되는 어쿠스틱 팝으로 소프트하고 모던한 색깔을 가지고 있다. 실제 경험에서 비롯된 가사와 담백하고 담담한 사운드는 전귀승의 섬세한 감성과 분위기를 타는 감정의 흐름을 느끼게 한다. 그는 네미시스의 음악에 대해 “어떤 한 장르에 주안점을 두고 음악을 하는 것이 아니라 하고 싶어서 한 음악들이 다양하게 표출이 된 것”이라고 말했으며 밴드를 10년 넘게 유지하는 비결에 대해 “서로 친구관계이긴 하지만 일을 하는 것이기 때문에 어느 정도 서로 지켜줘야 될 영역을 건드리지 않고 서로 바라봐 주는 것이 아닐까라고 생각한다”고 말했다.